# 研揚科技
研揚科技股份有限公司（英語：AAEON Technology Inc.，簡稱：研揚科技），成立於1986年，2011年成為華碩電腦旗下子公司，主要從事單板電腦及工業電腦系統相關產品之研發、製造及銷售。

## 歷史沿革
- 1986年，初期以代工生產工業自動化之相關周邊、終端設備及附屬零組件為主。
- 1992年，針對生活自動化的領域，建立自行研發的能量，投入單板電腦市場。
- 1995年，公司擴編，遷至台北縣新店「統帥工業園區」。
- 1996年，於美國紐澤西州成立子公司。同年，「AAEON」品牌電腦系統獲巴西國家選舉計票中心採用。
- 1999年，「研揚文教基金會」成立，同時期亦申請股票「上櫃」成功。同年獲臺灣第八屆中小企業「國家磐石獎」，嵌入式單板電腦獲「國家精品獎」。
- 2000年1月1日，併購三上科技（Astech科技），跨入液晶電腦領域。同年獲臺灣第七屆中小企業「創新研發獎」，CPU短卡系列、超小型單板電腦獲「國家精品獎」。
- 2001年，自「上櫃」改為「上市」成功。同年，四項產品獲「國家精品獎」[1][2]。
- 2002年，蘇州子公司成立，同年五項產品獲「國家精品獎」。
- 2003年，七項產品獲「國家精品獎」。
- 2004年，新加坡子公司成立，同時期推出「無風扇嵌入式工業電腦」。
- 2005年，於美國西岸（Brea），（California）成立子公司，歐洲子公司遷至荷蘭。
- 2006年，六項產品獲第十四屆「國家精品獎」。
- 2007年，獲工業局頒發的「工業精銳獎」，七項產品獲第十五屆「國家精品獎」。
- 2008年，德國子公司成立。同年六項產品獲第十六屆「國家精品獎」。
- 2009年，成立子公司「研友投資股份有限公司」，同年四項產品獲第十七屆「國家精品獎」、獲98年度(第十七屆)經濟部優等創新企業獎及98年度臺灣優良品牌獎。
- 2010年，「醫揚科技」子公司成立。獲第18屆臺灣「卓越標誌獎」及Intel®Atom™「聯合銷售獎」的增長獎。
- 2011年6月1日，併入華碩集團旗下，舊有「研揚科技股份公司」於臺灣證券交易所下市，存續公司為「碩陽科技股份公司」，於同時，再次更名為「研揚科技股份有限公司」。
- 2012年，四項產品獲得「臺灣精品獎」。
- 2013年，八項產品獲得「臺灣精品獎」。
- 2014年，四項產品獲得「臺灣精品獎」。
- 2015年,   創立自有品牌 UP (UP - Bridge the Gap)。 日本子公司成立，六項產品獲得「臺灣精品獎」。
- 2016年12月21日，子公司「醫揚公司」正式「上櫃」，母公司則於同年年中，也正式上櫃。
- 2017年8月21日，正式於台灣證券交易所重新掛牌「上市」。
- 海內外銷售據點，於12國擁有16個據點。

## 產品
生產與銷售廣泛範圍的OEM/ODM工業電腦，其產品線包括嵌入式主機板、應用電腦及網路設備，人機介面平板電腦，電子看板系統及自助服務亭及物聯網解決方案等。許多產品都適用於如機械和工廠自動化、化工、醫療、金融、教育及交通運輸等。
- 嵌入式主機板與模組電腦
  - 單板電腦
  - 工業用主機板
  - 插槽式單板電腦與背板
  - 模組化電腦
  - 載板
  - 應用電腦與網路設備

- 強固型平板電腦
- 工業用觸控式顯示器
- 電子看板系統
- 自助服務亭
- 物聯網解決方案

## 子公司
財團法人研揚文教基金會：1999年6月，由董事長莊永順捐助成立，以促進科技教育與人文發展為宗旨，並以『關懷弱勢團體、鼓勵藝文欣賞、參與社會公益、推廣科技教育』為會務推廣重點。
- 2002年10月，榮獲教育部頒發『九十一年度推展社會教育有功團體獎』。
- 2005年，榮獲文建會 頒發『文馨獎』銅獎之殊榮，
- 2007年11月，榮獲教育部『九十六年度推展社會教育有功—社教公益團體獎』，
- 2008年，基金會執行長黃慧美女士，榮獲教育部『九十七年度推展社會教育有功—社教公益個人獎』。

醫揚科技（Onyx）：2010年成立，認準醫療產業與研發創新醫療資訊科技產品，設立一專事研發、製造與行銷醫療產品的公司，其旗下產品，可應用於手術室、診療間、病床醫療系統、病房巡房系統、X光室與遠距醫療系統等環境。
- 在2017/2018年，醫揚科技獲得了諸如ZEUS系列「台灣卓越獎2017/2018」以及床邊信息娛樂終端和移動平板電腦助手等獎項。

## 外部連結
- 研揚科技（页面存档备份，存于）官方網站
- 研揚文教基金會（页面存档备份，存于）官方網站
- 醫揚科技（页面存档备份，存于）官方網站